# Eidgenössische Volksinitiative «Ja zur Aufhebung der Wehrpflicht»
Die eidgenössische Volksinitiative Ja zur Aufhebung der Wehrpflicht der Gruppe für eine Schweiz ohne Armee (GSoA) wurde am 22. September 2013 von 73,2 Prozent der Stimmenden und allen Kantonen abgelehnt.
Die Initiative wollte die in der Schweiz geltende Wehrpflicht aufheben und die Schweizer Armee so in eine Freiwilligenmiliz umwandeln.

## Chronologie
Nachdem die Volksinitiative durch die schweizerische Bundeskanzlei am 22. Juni 2010 gestützt auf Art. 68 und Art. 69 BPR vorgeprüft worden war, durfte das Sammeln der Unterschriften vom 6. Juli 2010 bis zum 6. Januar 2012 erfolgen; eingereicht wurde die Initiative jedoch am 5. Januar 2012. Am 31. Januar erklärte die Bundeskanzlei das Zustandekommen mit 106'995 gültigen Unterschriften. Am 14. September 2012 publizierte der Bundesrat seine Botschaft, auf Basis derer das parlamentarische Verfahren stattfand. Der Beschluss des Parlaments, die Initiative Volk und Ständen zur Ablehnung zu empfehlen, wurde am 22. März 2013 gefällt.

## Initiativtext
Art. 59 Militär- und Zivildienst
1 Niemand kann verpflichtet werden, Militärdienst zu leisten.
2 Die Schweiz hat einen freiwilligen Zivildienst.
3 Der Bund erlässt Vorschriften über den angemessenen Ersatz des Erwerbsausfalls für Personen, die Dienst leisten.
4 Personen, die Dienst leisten und dabei gesundheitlichen Schaden erleiden oder ihr Leben verlieren, haben für sich oder ihre Angehörigen Anspruch auf angemessene Unterstützung des Bundes.
II
Die Übergangsbestimmungen der Bundesverfassung werden wie folgt geändert:
Art. 197 Ziff. 8:
8. Übergangsbestimmungen zu Art. 59 (Militär- und Zivildienst)

## Inhalt
Die Initiative wollte Artikel 59, Absatz 1 bis 3 der Bundesverfassung ändern. Danach ist jeder Schweizer verpflichtet, Militärdienst zu leisten, und wer weder Militär- noch Zivildienst leistet, muss eine Wehrpflichtersatzabgabe entrichten.
Die Initiative sah vor, die Militärdienstpflicht ausdrücklich abzuschaffen, womit der Militärdienst freiwillig sein würde. Der Zivildienst sollte beibehalten, aber auch freiwillig werden. Die Wehrpflichtersatzabgabe wäre entfallen. Unverändert liess die Initiative Artikel 58 der Verfassung, wonach die Schweiz eine Armee hat, die grundsätzlich nach dem Milizprinzip organisiert ist. Die Einführung einer Berufsarmee sollte nach der Absicht der Initianten damit ausgeschlossen bleiben.

## Argumente

### Befürwortende Argumente
Die GSoA begründete ihre Initiative wie folgt:
- Die heutige Armee sei untauglich: Sie habe zu viele Soldaten (rund 200'000) und zu wenig Aufgaben. Ein Massenheer trage nichts zur Lösung der heutigen Probleme bei. Die Bedrohungen und Risiken unserer Zeit seien vielmehr ökonomischer, ökologischer und sozialer Natur. Viele europäische Staaten wie Frankreich, Spanien oder Italien hätten die Wehrpflicht bereits aufgehoben.
- Die Armee sei zu teuer: Sie koste jährlich 4,5 Milliarden Franken an Steuergeldern und erzeuge der Volkswirtschaft zusätzliche Kosten von vier Milliarden Franken durch Arbeitsausfälle. Diese Mittel könnten beispielsweise für die Sozialwerke, die Bildung, die Bekämpfung des Klimawandels oder die zivile Friedensförderung eingesetzt werden.
- Die Wehrpflicht sei ein unnötiger Zwang: Sie greife massiv in die Freiheit junger Männer ein, sei ein lästiger und unnötiger Zeitraub; und die Pflicht, sinnlose Befehle zu befolgen, sei mit einer freiheitlichen Gesellschaft nicht vereinbar.
- Die Wehrpflicht sei ungerecht: Nur noch rund 30 Prozent der Männer würden heute ihren Militärdienst bis zum Ende leisten. Die Dienstpflicht gelte real nur noch für diejenigen, die die Möglichkeiten, sie zu vermeiden, nicht kennen oder sie wegen der Hürden nicht benutzten. Dass der Zivildienst eineinhalbmal so lange dauert wie der Militärdienst, halte viele davon ab, etwas Sinnvolles für die Gesellschaft zu tun. Frauen und Männer sollten sich gleichberechtigt für die Gesellschaft einsetzen können.

### Ablehnende Argumente
Die Arbeitsgemeinschaft für eine wirksame und friedenssichernde Milizarmee (AWM) brachte folgende Argumente gegen die Initiative vor:
- Die Milizarmee habe Vorteile:

- Das Volk habe sich in mehreren Abstimmungen dafür ausgesprochen.
- Die Milizarmee mache die Sicherheit zur gemeinsamen Aufgabe, was typisch schweizerisch sei: Das Milizprinzip finde sich in der ganzen Gesellschaft wieder.
- Die Milizarmee sei vom Volk getragen: Ein Einsatz gegen die eigene Bevölkerung oder die Teilnahme an friedenserzwingenden Auslandeinsätzen sei undenkbar.
- Die Wehrpflicht erlaube wenn nötig einen raschen Aufwuchs. Die Schweiz habe kein Massenheer: es seien immer nur ca. 5'000 Soldaten im Einsatz, was im europäischen Vergleich wenig sei.
- Natur- und Technologiekatastrophen der letzten Zeit hätten gezeigt, dass es manchmal nötig sei, rasch viele Soldaten mobilisieren zu können.
- Berufsheere hätten Mühe, genügend gutes Personal zu rekrutieren.
- Die Wehrpflicht erlaube die Nutzung der zivilen Fähigkeiten der Armeeangehörigen, und diese könnten ihre militärisch erworbenen Fähigkeiten ins Zivilleben einbringen.

- Die Abschaffung der Wehrpflicht bedeute:

- Die einzige realistische Alternative zur Milizarmee sei eine viel kleinere und viel teurere Berufsarmee. Gutes Personal würde nicht automatisch freiwillig Milizdienst leisten.
- Um die Aufgaben der Armee weiter erfüllen zu können, wäre ein Beitritt zur NATO unausweichlich, was die Schweizer Neutralität preisgeben würde.
- Den Initianten gehe es darum, die Armee Schritt für Schritt zu schwächen und schliesslich ganz abzuschaffen.

## Positionen
Die Initiative wurde bei ihrer Einreichung unterstützt durch die sozialdemokratische und grüne Partei, ihren Jungparteien, cfd, ATTAC, Demokratische Juristinnen und Juristen, Service Civil International, Partito Comunista Ticinese sowie Männer.ch.
Der Bundesrat und die Bundesversammlung (Nationalrat: 121 Nein-Stimmen, 56 Ja-Stimmen, 6 Enthaltungen; Ständerat: 34 Nein-Stimmen, 7 Ja-Stimmen) empfahlen, die Initiative abzulehnen.